# Маки-Мираж
Операция «Маки-Мираж» — операция советской разведки на протяжении 1930-х годов, направленная на ликвидацию военной угрозы Советскому Союзу со стороны Японии. Целью операции было убедить руководство Японии, путём дезинформации японских спецслужб, о наличии настолько мощной обороны восточных границ Советского Союза, что делало бы нападение нецелесообразным. Расскречена в начале 2000-х годов.

## Причина операции
Причиной операции, по неподтверждённым данным, являлся меморандум Танаки, и экспансионисткая политика Японии, соответствующая в 1930-х означенному документу.

## Ход операции
Общее руководство спецоперацией, а также разработку таковой, осуществлял Т. Д. Дерибас. Ключевыми исполнителями являлись Б. А. Богданов, В. А. Нейман и Н. П. Шилов. Основным агентом стал Л. Х. Израилевский. Оперативниками были Л. О. Альтгаузен и А. Г. Трансток. Кульминацией деятельности операции в 1934 стал доклад «Большого корреспондента» — легендированного советского военачальника, в реальности не существовавшего, под названием «О структуре и численности стрелкового батальона Дальневосточной армии».

## Итоги операции
Благодаря умелым действиям чекистов японская резидентура в Сахаляне была разгромлена. Японское командование, не получившее точных данных о советской обороне, так и не решилось напасть на Дальний Восток.

## Последовавшие репрессии
Впоследствии участвующие в операции сотрудники были репрессированы. Возглавив в конце 1938 года НКВД ДВК, И. Ф. Никишов ознакомился с делом и отпустил на свободу Л. Х. Израилевского, в то время как почти все остальные участники спецоперации были к тому времени уже расстреляны. Последний предложил возобновить операцию «Маки-Мираж», написав письмо в центральный аппарат НКВД СССР, в котором написал, что он знает о неизбежности войны с японцами и не может сидеть в Москве, имея огромный опыт работы и знание китайского языка, попросив использовать его в Маньчжурии по всем этим вопросам снова. От услуг агента отказались, а 22 ноября 1939 года решением особого совещания признали изменником Родины и отправили на восемь лет в Канский крайлаг.